# Claire Brière-Blanchet
Pour les articles homonymes, voir Blanchet.
Claire Brière-Blanchet est une journaliste, historienne et écrivaine française, née le 29 mai 1940.
Elle a une activité militante importante dans les années 1960 et au début des années 1970 dans différents mouvements maoïstes et d'extrême gauche.

## Biographie
Elle naît dans un train, lors de l'exode, le 29 mai 1940. Son père est directeur de différentes usines, au sein desquelles elle loge (à Saint-Étienne, puis La Courneuve).

### Formation
Suivant un cursus d’Histoire (Maîtrise) en Sorbonne, elle s’engage dans différents combats militants : Algérie, Vietnam, trotskisme puis maoïsme (après le schisme de 1963 avec l’URSS) sous une forme de plus en plus ferme, et quasi professionnelle au sein de la « Fédération des Cercles marxistes léninistes de France » (Fcml) dirigée par Jacques Jurquet.
En cure psychanalytique avec Maud Mannoni, elle profite aussi de ces années pour se construire intellectuellement par-delà le seul corpus doctrinaire indispensable, suivant par exemple les cours de Jankélévitch ou Lacan. L’influence de Michel Leiris, Deleuze et Guattari, Althusser et Freud (grâce à Serge Leclaire) fut très décisive pour elle.
Elle rencontre alors Pierre Blanchet, compagnon de ces divers combats, qu’elle épouse en 1966.

### La Chine et la Gauche Prolétarienne
Claire Brière-Blanchet joue un rôle important dans les années soixante et soixante-dix dans la structuration du courant maoïste et pro-chinois. 
Raconté en ouverture à son livre autobiographique, le voyage en Chine (dont elle était organisatrice avec son mari et Pierre Rigoulot en 1967), donne lieu à des scènes saisissantes. Après le Transsibérien et Moscou, c’est l’arrivée à Pékin qui « tint du rêve : la ville drapée de rouge, hérissée de drapeaux innombrables, tapissée d’affiches ». À des passionnés de la liberté et de la révolution, le comportement des gardes rouges brutaux pose quand même problème ; vite surmonté, toutefois, par l’aveuglement devant les slogans et les déploiements de la propagande.
Rentré en France, en rupture de ban avec la « Fcml », le couple part pour Grenoble avec l’ami fidèle Volodia Shahshahani, qui y trouva de quoi assouvir sa passion pour la montagne. Claire Brière-Blanchet enseigne dans plusieurs établissements, dont le Lycée Stendhal, appréciant passionnément ce métier. Revenant sur ces années, elle précise: « Nous voulions détruire la culture européenne au nom d'une mythique culture populaire ! Et je crois hélas que nous avons passablement réussi ! »
Ils fondent une antenne de la Gauche prolétarienne, et fréquentent Benny Lévy (dont elle fait un portrait peu louangeur) et d’autres membres parisiens. Ils s’engagent alors auprès des travailleurs émigrés d’un foyer à Seyssinet, qui sont exploités et soumis à toutes sortes de tracasseries illégales. Leur combat conduit à des affrontements violents avec les CRS, y compris dans la résidence Diderot de la Cité Universitaire, mais il aboutit surtout à une reconnaissance des droits des émigrés.  Cela « reste à mes yeux ce que nous, maoïstes de Grenoble, avons pu accomplir de généreux, sans appel au meurtre et sans trop de grossièretés à l’appui » commente Claire Brière-Blanchet en 2009. En revanche, elle est très dure pour les mots d’ordre sans nuance, au « langage cru et brutal, violent, d'une vulgarité inouïe ».
Elle travaille ensuite en usine, employée à l’usine Thomson-CSF à Saint-Egrève, chargée de la production de circuits imprimés.

### La question israélo-palestinienne
En 1972, à l’issue d’une manifestation qu’elle organisa rue Chenoise à Grenoble, pour protester contre le mitraillage des cafés de cette rue fréquentés par des travailleurs maghrébins, manifestation par ailleurs fortement pro-palestinienne dans le contexte du « septembre noir » de 1970, elle est inculpée sous la nouvelle loi du ministre de l’intérieur Raymond Marcellin (dite « anticasseurs ») et placée en garde à vue.
C’est lors de la prise d’otage d'athlètes israéliens, puis de l’assassinat de onze d'entre eux, aux jeux olympiques de Munich en septembre 1972, que Claire Brière-Blanchet situe sa rupture idéologique et morale avec l'extrême gauche. La sympathie pour les combattants palestiniens ne pouvait plus s'accommoder d’une complaisance insupportable vis-à-vis des meurtres de onze athlètes, tués parce que juifs. Les déclarations de La Cause du Peuple, en particulier celles de Jean-Paul Sartre, la scandalisent. « Mon butoir, ma ligne rouge fut Munich et ma découverte, progressive, dans les pays d’Islam d’un antisémitisme général et virulent. ». Elle se retrouve alors seule contre son « propre camp ».

### La révolution iranienne
Entrée à Libération en 1975, Claire Brière-Blanchet part pour l’Iran en mai 1978. Les multiples rencontres qu’elle fait à Téhéran la convainquent qu’il faut écouter, en plus des intellectuels laïcs, les religieux qui sont entrés pourtant tardivement dans le mouvement de soulèvement contre le Shah. Elle parvient, dans la ville de Qom, à rencontrer l'ayatollah Shariat-Madari, figure morale de premier plan, et toujours modéré malgré la tempête qui gronde. Elle convainc Libération de la renvoyer en Iran dès l’été, parce qu’elle est certaine que le processus de délitement du régime impérial va connaître une aggravation lors des commémorations musulmanes pour les morts tués dans les émeutes, d’autant que ce sera en plein Ramadan. Elle et son mari seront parmi les très rares journalistes présents pour le rassemblement du 4 septembre, précédant les tirs sur la foule désarmée du Vendredi Noir (8 septembre). À l’université, un temps lieu d’une contestation bouillonnante et créative, dans des happenings parfois artistiques (du 15 octobre au 5 décembre 1978), ils écoutent des points de vue très divers d'étudiants, en particulier des femmes, soit très enthousiastes ou inquiètes du déroulement des événements. L'ayatollah Khomeini occupe bientôt tout l’espace d’opposition durant les derniers mois de 1978 lors d’immenses manifestations coïncidant avec le calendrier chiite.
C'est ce que retiendra Michel Foucault, que Claire Brière-Blanchet et Pierre Blanchet ont guidé dans le pays lors de ses deux voyages en septembre et novembre 1978. Pour remercier ses amis, il participe à un entretien, devenu fameux parce qu’il livre un instantané passionnant du moment, « l’esprit d’un monde sans esprit », placé en annexe de leur livre Iran : la révolution au nom de Dieu, qui sort aux éditions du Seuil au premier trimestre de 1979.
Claire Brière-Blanchet est présente dans l'avion qui ramène l'ayatollah Khomeini à Téhéran, le 1er février 1979. Proche de Hassan Pakravan, ancien ambassadeur à Paris tué en avril de cette année, elle sera une des premières à alerter sur les assassinats commis dans le cadre du processus révolutionnaire. Cela la conduira à quitter Libération, avec lequel de graves divergences se font jour : le journal mettra plusieurs mois à faire état des tortures et violations des droits de l’Homme.
Claire Brière-Blanchet réalise encore un reportage en immersion au sein de la mosquée Lorzadeh, mosquée pilote du district no 8, dont le responsable est l'un des tortionnaires de la prison d’Evin. Menacée, elle doit quitter le pays, définitivement, car l’ambassade d'Iran n’a pas apprécié cette publication dans le Matin Magazine, et elle n'obtiendra plus de visa pour pouvoir s'y rendre.

### L’engagement des années 2000
Au début des années 1980, elle publie plusieurs reportages, sur la Bolivie, le Nicaragua, le Salvador, le Guatemala, les ghettos de Miami, les contras dans les Everglades, principalement pour le Matin Magazine. À la naissance de sa fille Marie, née en 1981, elle se consacre à l’écriture.
Avec le sociologue spécialiste du monde arabe Olivier Carré, elle publie Islam, Guerre à l’occident ?, aux éditions Autrement. Cet ouvrage sur les djihadistes égyptiens propose une enquête approfondie en même temps qu'une analyse synthétique de ce phénomène nouveau. Il sera salué comme « à la fois d’abord facile, bien écrit, et cependant précis, posant nombre de questions ».
Le 19 septembre 1991, Pierre Blanchet meurt à Petrinja (Croatie) en reportage.
Elle fonde et dirige la publication Ingérences, revue de réflexion sur l’humanitaire, éditée par Médecins du monde (1993-1997).
Membre du Cercle dit de « l’Oratoire », qui s'insurge contre le pacifisme, l’anti-américanisme et la critique systématique envers Israël qu'il croit déceler dans la France de l’après 11 septembre 2001.[réf. nécessaire]
Elle participe à la création du Meilleur des Mondes (2003), dont elle est membre du comité de rédaction. Collaboratrice de la revue Histoire et Liberté.
En 2009, elle publie un livre autobiographique, Voyage au bout de la révolution, dont Roger-Pol Droit écrira, dans le Monde des Livres, que c'est un « récit subjectif, âpre, impitoyable et direct. Elle remportera à cette occasion  le premier Prix des Impertinents.

## Publications
- Avec Pierre Blanchet, Iran : la révolution au nom de Dieu, éditions du Seuil, collection "l'Histoire immédiate", 1979.
- Avec Olivier Carré, Islam, Guerre à l’occident ?, éditions Autrement, collection « à ciel ouvert », 1983.
- Liban : guerres ouvertes, 1920-1985, éditions Ramsay, 1985.
- Voyage au bout de la révolution, de Pékin à Sochaux, éditions Fayard, 2009[22].

### Projets collectifs
- Collectif (dont Jean Lacouture, Pierre Quillet) Georges Buis : Le combat et l'écriture, actes du Colloque hommage au Général Buis de 2002,  éditions Mémoires d'hommes, 2003.
- Collectif (sous la direction de Pierre Rigoulot et Michel Taubman), Irak, An I : Un autre regard sur un monde en guerre, éditions du Rocher, 2004.
- "1978-1979, Un voile s’abat sur l’Iran", dans Le Meilleur des Mondes, numéro 7, Denoël, été 2008, p. 52-58.

## Intervenante
- Intervenante au Les Filles de la Gauche Prolétarienne, émission La Fabrique de l’Histoire, de Kristel Le Pollotec, réalisé par Renaud Dalmar, 26 mai 2010.
- Intervenante à l’émission Les maoïstes : voyage au bout de la révolution, émission « Le grand Débat », de Michel Field et Eric Zemmour, en association avec le Figaro Magazine, 5 mai 2009.
- Intervenante à l'émission Du grain à moudre, "Les ex-Maos ont-ils fait le lit de la droite nouvelle ?", 05 novembre 2009.